# Cagliari Calcio
Cagliari Calcio talijanski je nogometni klub iz Cagliarija, koji trenutačno igra u Serie A. 
Klub je osnovan 1920., a najveći uspjeh im je osvajanje Serie A sezone 1969./70., kada je za Cagliari igrao najbolji strijelac talijanske reprezentacije svih vremena, Luigi Riva. Budući da je sjedište kluba na Sardiniji nadimak im je Isolani (otočani). Svoje domaće utakmice igraju na stadionu Sant'Elia. 

## Trofeji
- Serie A
  - Prvaci (1): 1969./70.
  - Doprvaci (1): 1968./69.

- Serie B
  - Prvaci (1): 2015./16.
  - Doprvaci (3): 1963./64, 1978./79., 2003./04.

- Serie C
  - Prvaci (3): 1930./31., 1951./52., 1988./89.

- Coppa Italia Serie C
  - Prvaci (1): 1989.

## Vanjske poveznice
- Službena stranica (tal.)